# 山本みどり (テニス選手)
山本 みどり（やまもと みどり、1993年1月20日-）は日本の女子プロテニス選手。タレント。京都府京田辺市出身。血液型O型。身長160cm。右利き、バックハンド・ストロークは両手打ち。園田学園中学校、園田学園高等学校、関西学院大学人間福祉学部卒業。

## 来歴
小学2年生からテニスを始める。
中学校はクルム伊達公子や浅越しのぶを育てた名門・園田学園中学校に入学。コンスタントに全国トップ入りを果たし中学2年生時には初の日本代表ジュニアに選出された。 
高校でも全国選抜室内テニス選手権シングルス準優勝やインターハイダブルス優勝などの数々の全国タイトルを獲り二度目の日本代表ジュニアに選出された。 
大学では全日本学生室内テニス選手権大会シングルス・ダブルス共に優勝した。
全日本学生ランキングでシングルス・ダブルス共に1位になり、大学在学中の2014年プロ転向。
転向後ITF国際大会でダブルス準優勝2回、国内大会で3勝などの成績を収める。
日本ランキング自己最高位は30位。WTAランキング自己最高位は624位。

## 経歴
- 全国中学生テニス選手権シングルスベスト4
- 全国中学生テニス選手権 ダブルス準優勝
- 全国中学生テニス選手権 団体3連覇
- 全日本ジュニアU14 ダブルス優勝
- RSK全国選抜ジュニアシングルスベスト4
- 日中韓交流競技大会 日本女子優勝
- ITF国際ジュニア大会 シングルス・ダブルス優勝
- 全国選抜室内テニス選手権 シングルス準優勝
- 全国選抜テニス選手権 団体優勝
- 沖縄インターハイ ダブルス優勝
- 日中韓交流競技大会 日本女子優勝
- 国民体育大会　第5位
- 全日本学生室内テニス選手権 シングルス・ダブルス単複優勝
- 全日本学生王座決定戦 準優勝
- 全日本テニス室内選手権 ダブルスベスト8
- 全日本テニス選手権 混合ダブルスベスト8
- 亜細亜国際10000$ ダブルスベスト4
- 柏国際10000$ ダブルスベスト4
- タイ国際10000$ ダブルスベスト4
- 神戸オープン100万 シングルス優勝
- 埼玉クラシックオープン100万 ダブルス優勝
- 中国テニス選手権大会100万 ダブルス優勝
- エジプト国際10000$ ダブルス準優勝
- 軽井沢国際25000$ シングルスベスト16・ダブルスベスト8
- 牧之原国際女子25000$ ダブルスベスト8
- ＧＳＹＵＡＳＡ15000$ ダブルス準優勝

その他多数入賞

## 人物
大叔父は京田辺市元副市長である。
テニス雑誌スマッシュの美人・可愛いテニス選手ランキングで日本人トップに輝いた。
2018年11月12日発売の週刊プレイボーイにて日本テニス界初の水着グラビアを挑戦した。  
炎の体育会TV、ラジオJ-WAVE ATHLETE HIGH、てっぺんとったるで!など、多数のメディア出演を果たしている。
学生時代には学業と部活動を両立し、大学3年生終了の時点で卒業単位を取り終えていた。(雑誌インタビュー抜粋)